# A Bill of Divorcement (film, 1922)
Pour les articles homonymes, voir A Bill of Divorcement.
Pour plus de détails, voir Fiche technique et Distribution.
A Bill of Divorcement est un film dramatique muet britannique réalisé par Denison Clift et sorti en 1922. Le film met en vedette Constance Binney, Fay Compton et Malcolm Keen,.

## Synopsis
Meg Fairfield obtient le divorce de son mari Hilary et est sur le point d'épouser Gray Meredith lorsque Hilary revient guéri. Sydney, fille d'Hilary et de Meg, est fiancée à Kit Pumphrey, fils du recteur de la paroisse qui refuse de permettre à son fils d'épouser Sydney lorsqu'il apprend que sa mère est divorcée.

## Fiche technique
- Titre original : A Bill of Divorcement
- Réalisation : Denison Clift
- Scénario : Clemence Dane, d'après sa pièce A Bill of Divorcement (en)
- Pays d'origine : Royaume-Uni
- Langue originale : muet, anglais
- Format : noir et blanc
- Genre : Dramatique
- Durée : 60 minutes
- Dates de sortie : 
  - Royaume-Uni : Août 1922

## Distribution

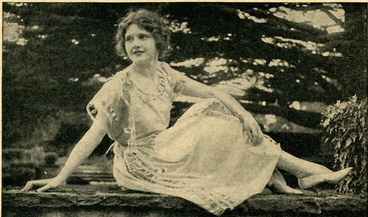
Constance Binney.

- Constance Binney : Sidney Fairfield
- Fay Compton : Margaret Fairfield
- Malcolm Keen : Hilary Fairfield (a joué le même rôle dans la pièce)
- Henry Victor : Gray Meredith
- Henry Vibart : Dr. Aliot
- Martin Walker : Kit Pumphery
- Fewlass Llewellyn : révérend Christopher Pumphrey (a joué le même rôle dans la pièce)
- Dora Gregory : Hester Fairfield
- Sylvia Young : Bassett